# اقتصاد غانا
يتمتع اقتصاد غانا بقاعدة موارد متنوعة وغنية بما في ذلك تصنيع وتصدير السلع التكنولوجيا الرقمية، وبناء السيارات وتصدير السفن، وتصدير الموارد المتنوعة والغنية مثل الهيدروكربونات والمعادن الصناعية. مما جعل غانا واحدة من أعلى الناتج المحلي الإجمالي للفرد الواحد في غرب أفريقيا. وبسبب إعادة توطين الناتج المحلي الإجمالي أصبحت غانا في عام 2011 أسرع الاقتصادات نموًا في العالم.
تمحور الاقتصاد المحلي الغاني في عام 2012 حول الخدمات والتي تمثل 50 ٪ من الناتج المحلي الإجمالي وتوظف 28 ٪ من القوة العاملة، إلى جانب التصنيع المرتبط بالمعادن والنفط، تظل التنمية الصناعية في غانا أساسية وغالبًا ما ترتبط بالبلاستيك (مثل الكراسي والأكياس البلاستيكية وشفرات الحلاقة والأقلام). وقد تم توظيف 53.6٪ من القوى العاملة في غانا في الزراعة في عام 2013.
في يوليو 2007 شرعت غانا على عملة إعادة تقييم العملة من سيدي (₵) إلى العملة الجديدة سيدي غاني (GH₵)، معدل التحويل هو 1 سيدي غاني مقابل كل 10000 سيدي.
غانا هي ثاني أكبر منتج للذهب في إفريقيا (بعد جنوب إفريقيا) وثاني أكبر منتج للكاكاو (بعد كوت ديفوار). كما أنها غنية بالماس وخام المنغنيز والبوكسيت والزيت. وقد تم إلغاء معظم ديونها في عام 2005 ولكن سُمح للإنفاق الحكومي في وقت لاحق بالتضخم. إلى جانب انخفاض أسعار النفط أدى ذلك إلى أزمة اقتصادية أجبرت الحكومة على التفاوض بشأن تسهيل ائتماني ممتد بقيمة 920 مليون دولار من صندوق النقد الدولي في أبريل 2015.
جاءت غانا في المركز 99 في مؤشر الابتكار العالمي عام 2023. لكنها تراجعت إلى المركز 101 وفق مؤشر عام 2024.

## تحصيل الضرائب
ضريبة القيمة المضافة هي ضريبة استهلاك تُدار في غانا. وكان لالنظام الضريبي الذي بدأ في عام 1998 معدل واحد ولكن منذ سبتمبر 2007 دخل في نظام معدل متعدد.
في عام 1998 كان معدل الضريبة 10٪ وتم تعديله في عام 2000 إلى 12.5٪. ويبلغ أعلى معدل ضريبة للدخل وضريبة الشركات 25%، والضرائب الأخرى المدرجة في ضريبة القيمة المضافة (VAT) هي ضريبة التأمين الصحي الوطنية، وضريبة الأرباح الرأسمالية.
بلغ العبء الضريبي الإجمالي 12.1 ٪ من إجمالي الدخل المحلي لغانا في عام 2013. كانت الميزانية الوطنية لغانا تعادل 39.8٪ من الناتج المحلي الإجمالي في عام 2013.

## التصنيع
تعتبر القاعدة الصناعية في غانا متقدمة نسبيًا. حيث تشمل الصناعات البديلة للاستيراد صناعة الإلكترونيات، وتعتبر Rlg Communications أول شركة أفريقية أصلية تقوم بتجميع أجهزة الكمبيوتر المحمولة وأجهزة الكمبيوتر المكتبية والهواتف المحمولة، وأكبر شركة في غرب إفريقيا لتكنولوجيا المعلومات والاتصالات (ICT) وشركة تصنيع الهواتف المحمولة.
بدأت غانا صناعة السيارات ببناء نموذج أولي لسيارة SUV قوية أطلق عليها اسم SMATI Turtle 1 وهي مخصصة للاستخدام في التضاريس الإفريقية الوعرة، صممت وصنعت عبر Artisans of Suame Magazine Industrial Development Organization، وبدأ تصنيع السيارات الكهربائية الحضرية في غانا منذ عام 2014.
اعتبارًا من عام 2012 كانت هناك أربع شركات رئيسية في قطاع المنسوجات: Akosombo Textiles Limited وTex Style Ghana Limited وPrintex Ghana وGhana Textile Manufacturing Company.
تتعامل مؤسسة البترول الوطنية الغانية وشركة النفط الغانية مع التنقيب عن النفط الخام والغاز واستغلالهما وتكريرهما.

## الاتصالات
في نهاية يناير 2020 بلغ إجمالي عدد الاشتراكات الصوتية في غانا 41,380,751. ويمثل هذا زيادة بنسبة 1.28٪ مقارنة بأرقام ديسمبر 2019 البالغة 40،857،007.
تعد المنافسة بين شركات الهاتف المحمول في غانا جزءًا مهمًا من نمو صناعة الاتصالات، وتعد شركة MTN الرائدة في السوق حاليًا باجمالي 23,150,485 مشترك تمثل 55.95٪ من السوق، تليها شركة فودافون باجمالي 9,075,795 مشترك تمثل حصة سوقية تبلغ 21.93٪، وتتبعها شركة AirtelTigo voice بعدد 8،428،322 مشترك يمثل 20.69٪، ويبلغ عدد مشتركي شركة Gl عدد 726،149 والذي يمثل حصة سوقية تبلغ 1.75٪.
| الشركة           | المشتركون  | الحصة السوقية |
| ---------------- | ---------- | ------------- |
| MTN              | 23,150,485 | 55.95٪        |
| Vodafone         | 9,075,795  | 21.93٪        |
| AirtelTigo voice | 8،428،322  | 20.69٪        |
| Gl               | 726،149    | 1.75٪         |
| الاجمالي         | 32٬227٬014 |               |

تعد وسائل الإعلام الجماهيرية في غانا من بين أكثر وسائل الإعلام ليبرالية في إفريقيا، حيث تحتل غانا المرتبة الثالثة من حيث الحرية في إفريقيا والمرتبة 30 الأكثر حرية في العالم على مؤشر حرية الصحافة في جميع أنحاء العالم. يضمن الفصل 12 من دستور غانا حرية الصحافة الغانية واستقلال وسائل الإعلام ويحظر الفصل الثاني الرقابة.  تمت استعادة حرية الصحافة الغانية في عام 1992.
كانت غانا واحدة من أوائل الدول في إفريقيا التي حققت الاتصال بشبكة الويب العالمية. ففي عام 2010 كان هناك 165 من مزودي خدمة الإنترنت المرخصين في غانا وكانوا يشغلون 29 من الألياف البصرية وكان مشغلو VSAT 176 معتمد منهم 57 عاملاً، و99 مشغل إنترنت مرخص للجمهور، وكان مشغلو البيانات الخاصة وشبكات تبديل الرزم 25 مشغلاً.

## البيانات
يوضح الجدول التالي أهم المؤشرات الاقتصادية للفترة 1980-2017. يوضح التضخم أقل من 5٪ باللون الأخضر.
| السنة | ناتج محلي إجمالي (in bil.US$ PPP) | الناتج المحلي الإجمالي للفرد الواحد (in US$ PPP) | الزيادة في الناتج المحلي (حقيقي) | معدل التضخم (في المئة) | الدين الحكومي (في ٪ من الناتج المحلي الإجمالي) |
| ----- | --------------------------------- | ------------------------------------------------ | -------------------------------- | ---------------------- | ---------------------------------------------- |
| 1980  | 9.8                               | 974                                              | ▲0.4 %                           | 50.0 %                 |                                                |
| 1981  | ▲10.3                             | ▲978                                             | ▼−3.5 %                          | 116.5 %                | n/a                                            |
| 1982  | ▼10.2                             | ▼918                                             | ▼−6.9 %                          | 22.5 %                 | n/a                                            |
| 1983  | ▼10.1                             | ▼862                                             | ▼−4.8 %                          | 122.2 %                | n/a                                            |
| 1984  | ▲11.4                             | ▲925                                             | ▲9.0 %                           | 40.0 %                 | n/a                                            |
| 1985  | ▲12.3                             | ▲978                                             | ▲5.1 %                           | 10.3 %                 | n/a                                            |
| 1986  | ▲13.2                             | ▲1,023                                           | ▲5.2 %                           | 24.5 %                 | n/a                                            |
| 1987  | ▲14.2                             | ▲1,071                                           | ▲4.8 %                           | 39.8 %                 | n/a                                            |
| 1988  | ▲15.5                             | ▲1,142                                           | ▲5.6 %                           | 31.4 %                 | n/a                                            |
| 1989  | ▲17.0                             | ▲1,217                                           | ▲5.1 %                           | 25.2 %                 | n/a                                            |
| 1990  | ▲18.2                             | ▲1,272                                           | ▲3.3 %                           | 37.2 %                 | 28.3 %                                         |
| 1991  | ▲19.8                             | ▲1,350                                           | ▲5.3 %                           | 18.1 %                 | 27.4 %                                         |
| 1992  | ▲21.0                             | ▲1,399                                           | ▲3.9 %                           | 10.0 %                 | 34.1 %                                         |
| 1993  | ▲22.3                             | ▲1,448                                           | ▲3.7 %                           | 24.9 %                 | 51.0 %                                         |
| 1994  | ▲23.6                             | ▲1,494                                           | ▲3.6 %                           | 24.9 %                 | 76.6 %                                         |
| 1995  | ▲25.2                             | ▲1,551                                           | ▲4.2 %                           | 59.3 %                 | 67.8 %                                         |
| 1996  | ▲26.8                             | ▲1,611                                           | ▲4.6 %                           | 44.5 %                 | 60.5 %                                         |
| 1997  | ▲28.6                             | ▲1,676                                           | ▲4.8 %                           | 24.8 %                 | 65.7 %                                         |
| 1998  | ▲30.3                             | ▲1,730                                           | ▲4.7 %                           | 19.2 %                 | 57.2 %                                         |
| 1999  | ▲32.1                             | ▲1,787                                           | ▲4.4 %                           | 12.5 %                 | 78.8 %                                         |
| 2000  | ▲34.0                             | ▲1,847                                           | ▲3.7 %                           | 25.1 %                 | 119.1 %                                        |
| 2001  | ▲36.2                             | ▲1,918                                           | ▲4.2 %                           | 32.9 %                 | 87.2 %                                         |
| 2002  | ▲38.5                             | ▲1,986                                           | ▲4.5 %                           | 14.8 %                 | 81.9 %                                         |
| 2003  | ▲41.2                             | ▲2,076                                           | ▲5.2 %                           | 26.6 %                 | 74.2 %                                         |
| 2004  | ▲44.7                             | ▲2,195                                           | ▲5.6 %                           | 12.7 %                 | 57.6 %                                         |
| 2005  | ▲48.8                             | ▲2,337                                           | ▲5.9 %                           | 15.1 %                 | 47.7 %                                         |
| 2006  | ▲53.4                             | ▲2,494                                           | ▲6.3 %                           | 11.7 %                 | 26.2 %                                         |
| 2007  | ▲57.2                             | ▲2,605                                           | ▲4.3 %                           | 10.7 %                 | 31.0 %                                         |
| 2008  | ▲63.7                             | ▲2,827                                           | ▲9.2 %                           | 16.5 %                 | 33.6 %                                         |
| 2009  | ▲67.3                             | ▲2,912                                           | ▲4.8 %                           | 13.1 %                 | 36.1 %                                         |
| 2010  | ▲73.5                             | ▲3,100                                           | ▲7.9 %                           | 6.7 %                  | 46.3 %                                         |
| 2011  | ▲85.5                             | ▲3,519                                           | ▲14.0 %                          | 7.7 %                  | 42.6 %                                         |
| 2012  | ▲95.3                             | ▲3,822                                           | ▲9.3 %                           | 7.1 %                  | 47.9 %                                         |
| 2013  | ▲104.0                            | ▲4,069                                           | ▲7.3 %                           | 11.7 %                 | 57.2 %                                         |
| 2014  | ▲110.2                            | ▲4,204                                           | ▲4.0 %                           | 15.5 %                 | 70.2 %                                         |
| 2015  | ▲115.7                            | ▲4,302                                           | ▲3.8 %                           | 17.2 %                 | 72.2 %                                         |
| 2016  | ▲121.3                            | ▲4,399                                           | ▲3.7 %                           | 17.5 %                 | 73.4 %                                         |
| 2017  | ▲134.0                            | ▲4,740                                           | ▲8.4 %                           | 12.4 %                 | 71.8 %                                         |

## الواردات والصادرات
كانت أهم منتجات تصدير غانا في عام 2016 هي:
- البترول الخام (2.66 مليار دولار)
- الذهب (2.39 مليار دولار)
- حبوب الكاكاو (2.27 مليار دولار)
- معجون الكاكاو (382 مليون دولار)
- زبدة الكاكاو (252 مليون دولار).

كانت أكبر وجهات تصدير غانا في عام 2016 هي:
- سويسرا (1.73 مليار دولار)
- الصين (1.06 مليار دولار)
- فرنسا (939 مليون دولار)
- الهند (789 مليون دولار)
- هولندا (778 مليون دولار).[31]

كانت أهم فئات الواردات في غانا في عام 2016 هي
- البترول المكرر (2.18 مليار دولار)
- النفط الخام (546 مليون دولار)
- الذهب (428 مليون دولار)
- الأرز (328 مليون دولار)
- الأدوية المعبأة (297 مليون دولار).

الدول التي سجلت أعلى قيمة للواردات إلى غانا في عام 2016 كانت:
- الصين (4.1 مليار دولار)
- هولندا (1.58 مليار دولار)
- الولايات المتحدة (1.1 مليار دولار)
- نيجيريا (920 مليون دولار)
- الهند (668 مليون دولار).[31]

## الخدمات المصرفية الخاصة
شهدت الخدمات المالية في غانا الكثير من الإصلاحات في السنوات الماضية. حيث تضمن قانون البنوك (المعدل) لعام 2007 منح ترخيص مصرفي عام للبنوك المؤهلة، والذي يسمح فقط للبنوك المحلية في غانا بالعمل في دولة غانا.
كان بنك كابيتال بنك الخاص بالسكان الأصليين في غانا أول من حصل على ترخيص الخدمات المصرفية العامة في غانا بالإضافة إلى البنوك المحلية الخاصة في غانا UniBank وبنك الاستثمار الوطني وبنك Prudential Bank Limited. لذلك أصبح من الممكن للأفراد الغانيين غير المقيمين أو المقيمين والشركات الأجنبية أو شركات غانا الأصلية فتح حسابات مصرفية خارجية في غانا.

### تداول الاسهم
بورصة غانا هي واحدة من أكبر الشركات في أفريقيا، مع القيمة السوقية للعملة سيدي غاني 57.2 بليون سيدي غاني أو CN¥ 180.4 في عام 2012.

## الطاقة

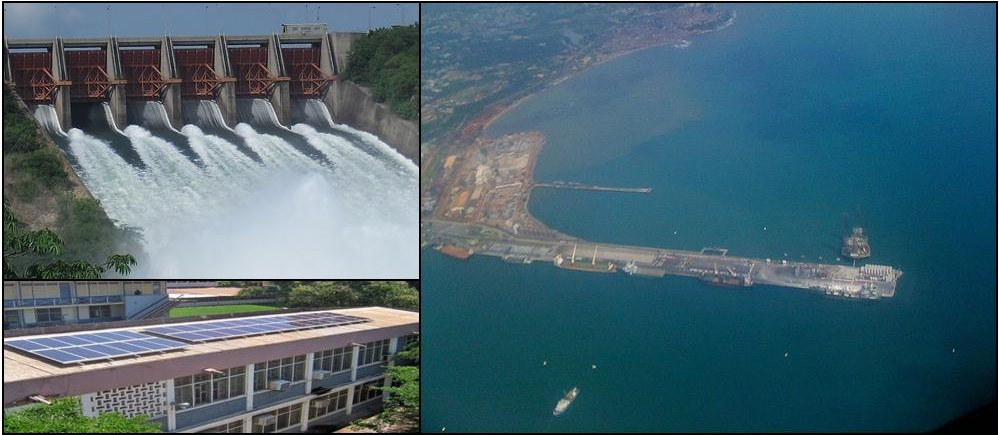
الطاقة الكهرومائية والطاقة الشمسية في غانا صناعات توليد الكهرباء، وصناعة النفط والغاز

اعتبارًا من ديسمبر 2012، حصلت غانا على 49.1٪ من طاقتها من الطاقة المتجددة وتصدر بعضًا منها إلى البلدان المجاورة.

### الطاقة الشمسية
بدأت غانا بقوة في بناء محطات الطاقة الشمسية عبر أراضيها الغنية بأشعة الشمس بهدف أن تصبح أول دولة تحصل على 6٪ من طاقتها من توليد الطاقة الشمسية بحلول عام 2016.

### طاقة الرياح

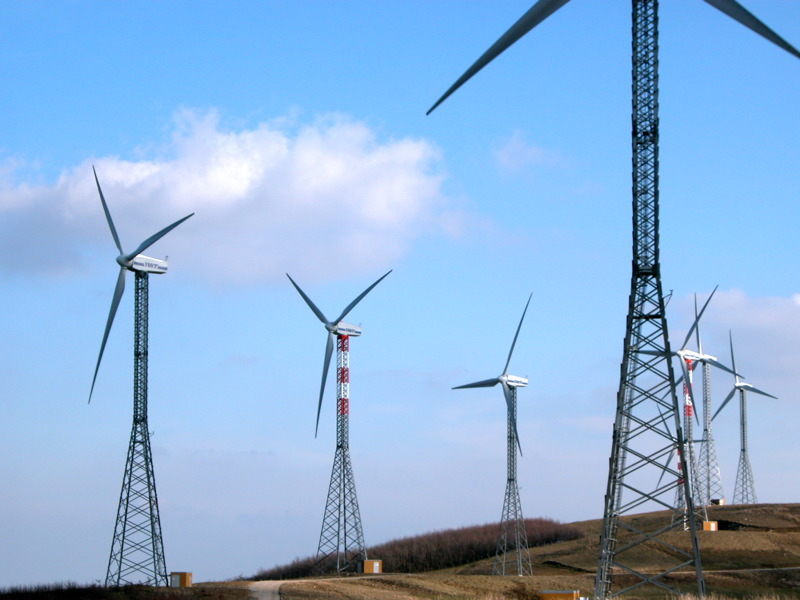
توربينات الرياح في مزرعة رياح

يوجد في غانا موارد رياح من الفئة 4-6 ومواقع للرياح الشديدة، مثل Nkwanta، وسهول أكرا، وجبال Kwahu وGambaga. وتقدر الطاقة القصوى التي يمكن استغلالها من موارد الرياح المتاحة في غانا للكهرباء بحوالي 500-600 جيجاوات ساعة / سنة. لإعطاء منظور: في عام 2011، وفقًا لهيئة الطاقة نفسها أنتج أكبر سد أكوسومبو للطاقة الكهرومائية في غانا وحدها 6،495 جيجاوات ساعة من الطاقة الكهربائية، وحساب إجمالي إنتاج الطاقة الحرارية الأرضية في غانا بالإضافة إلى ذلك، بلغ إجمالي الطاقة المولدة 11200 جيجاوات ساعة في ذلك العام.  ولا تأخذ هذه التقييمات في الاعتبار المزيد من العوامل المقيدة مثل قيود استخدام الأراضي، والشبكة الحالية (أو إلى أي مدى قد يكون مصدر الرياح من الشبكة) وإمكانية الوصول.

### الطاقة الحيوية

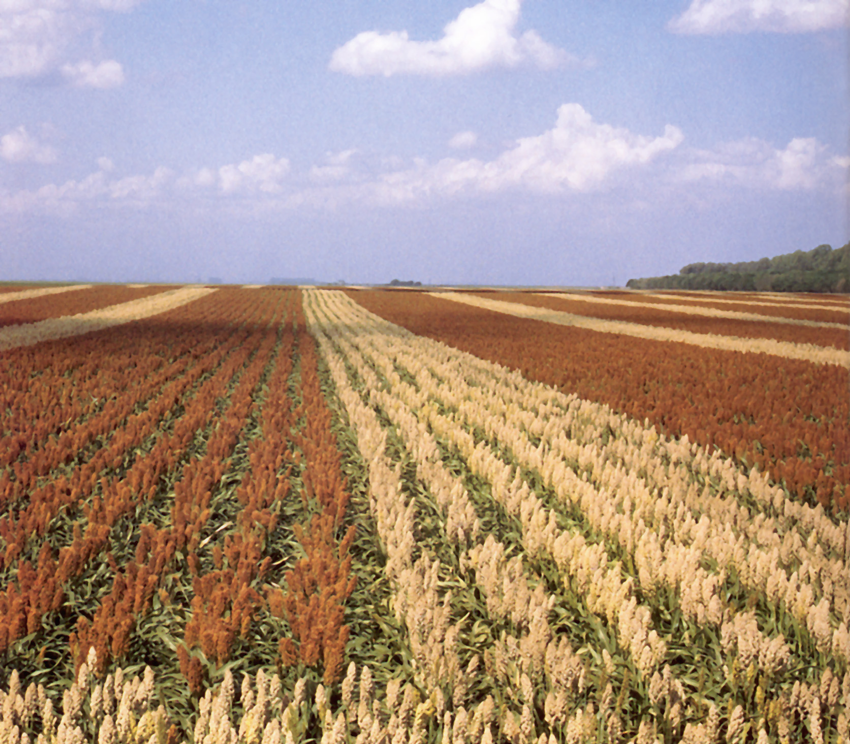
حقل زراعة الذرة الرفيعة الهجين

وضعت غانا آليات لجذب الاستثمارات إلى قطاعي الكتلة الحيوية والطاقة الحيوية لتحفيز التنمية الريفية وخلق فرص العمل وتوفير النقد الأجنبي،  وتوجد الاستثمارات الرئيسية في قطاع الطاقة الحيوية الفرعي في مجالات الإنتاج وهي النقل والتخزين والتوزيع والبيع والتسويق والتصدير.
تهدف غانا فيما يتعلق بالطاقة الحيوية كما هو موضح في سياسة قطاع الطاقة إلى تحديث وفحص فوائد الطاقة الحيوية على أساس مستدام،  وتعد الكتلة الحيوية مصدر الطاقة المهيمن في غانا من حيث الهبات والاستهلاك، حيث يتم استهلاك الوقود الحيوي الأساسيين وهما الإيثانول والديزل الحيوي.  ولتحقيق هذا الهدف طورت وزارة الطاقة الغانية في عام 2010 إستراتيجية قطاع الطاقة وخطة التنمية.  وتشمل النقاط البارزة في الإستراتيجية الحفاظ على الإمداد والاستخدام الفعال للوقود الخشبي مع ضمان ألا يؤدي استخدامه إلى إزالة الغابات.
تدعم الخطة استثمارات القطاع الخاص في زراعة المواد الأولية للوقود الحيوي، واستخراج النفط الحيوي وتكريره إلى منتجات ثانوية وبالتالي خلق حوافز مالية وضريبية. ويوفر قانون الطاقة المتجددة في غانا الحوافز المالية اللازمة لتطوير الطاقة المتجددة من قبل القطاع الخاص يفصل أيضًا التحكم في وإدارة مشاريع الوقود الحيوي والوقود الخشبي في غانا. وتم تكليف الهيئة الوطنية للبترول في غانا (NPA) بموجب قانون الطاقة المتجددة لعام 2011 بتسعير مزيج الوقود الحيوي في غانا وفقًا لصيغة تسعير البترول المحددة.
أثارت الآثار المجتمعة لتغير المناخ والاضطراب الاقتصادي العالمي شعوراً بالإلحاح بين صناع السياسات والعاملين في الصناعة والتنمية في غانا لإيجاد حلول مستدامة ومجدية في مجال الوقود الحيوي.
تعتبر البرازيل التي تنتج الإيثانول من الذرة وقصب السكر أكبر سوق للوقود الحيوي في العالم.

### استهلاك الطاقة
يعد توليد الكهرباء أحد العوامل الرئيسية في تحقيق تنمية الاقتصاد الوطني الغاني، مع التصنيع القوي والسريع؛ بلغ استهلاك الطاقة الكهربائية الوطنية في غانا 265 كيلووات للفرد في عام 2009. وأدى نقص الكهرباء وانقطاع التيار الكهربائي،  إلى زيادة الاهتمام بمصادر الطاقة المتجددة.

## الهيدروكربونات والتعدين

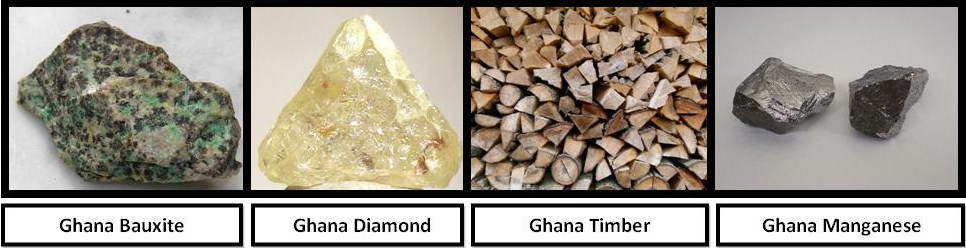
الموارد المعدنية الغانية: البوكسيت والماس والأخشاب والمنغنيز

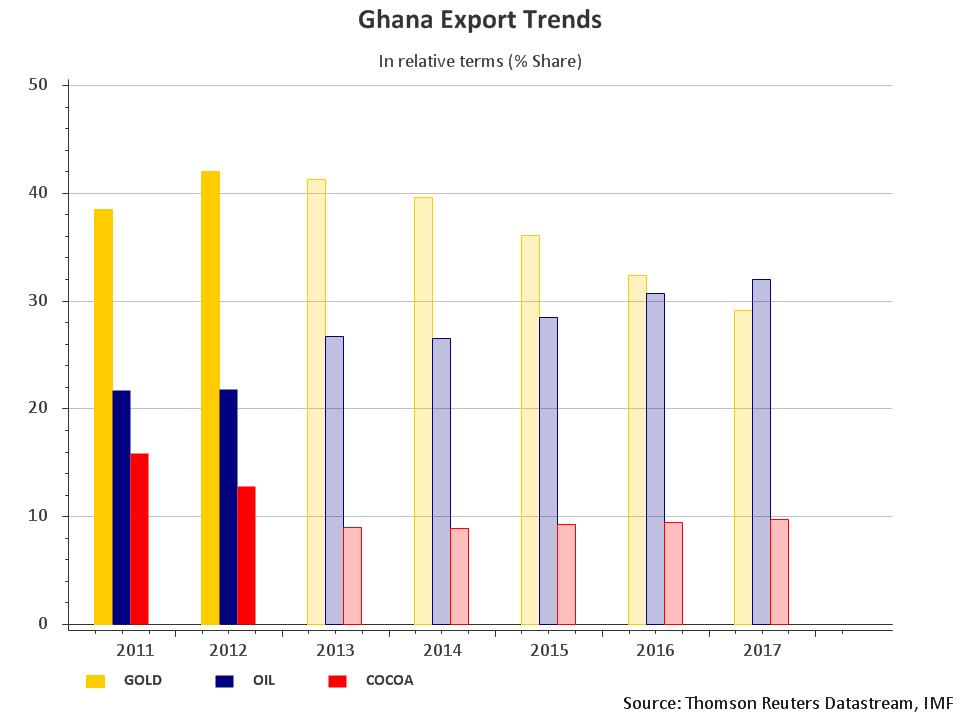
زيادة صادرات غانا من النفط كنسبة مئوية من جميع الصادرات.

تمتلك غانا احتياطي نفطي يقدر بـ 5 بليون برميل (790×106 م3) إلى 7 بليون برميل (1.1×109 م3)، وفي 2007 تم اكتشاف حقل زيت خام حلو كبير به 3 بليون برميل (480×106 م3)  ولا زال التنقيب عن النفط مستمر وكمية النفط في تزايد مستمر.
تنتج غانا النفط الخام اعتبارًا من 15 ديسمبر 2010 وحتى يونيو 2011 استغلت غانا حوالي 120،000 برميل يوميًا ومن المتوقع أن تزيد الإنتاج إلى 2.5 مليون برميل يوميًا في عام 2014.
تمتلك غانا احتياطيات هائلة من الغاز الطبيعي، والتي تستخدمها العديد من الشركات الأجنبية متعددة الجنسيات العاملة في غانا،  وكان لصناعة الهيدروكربونات آثار كبيرة على التنمية الإقليمية والحضرية في غانا ومن المرجح أن تزيد هذه الآثار بشكل كبير في السنوات القادمة 
اكتسب التعدين أهمية في الاقتصاد الغاني منذ مطلع القرن الحادي والعشرين مع نمو بلغ حوالي 30٪ في عام 2007. وتجري عمليات استخراج التعدين الرئيسية في البوكسيت،  الذهب، والفوسفات حيث تعد غانا هي واحدة من أكبر منتجي الذهب في العالم.

## السياحة

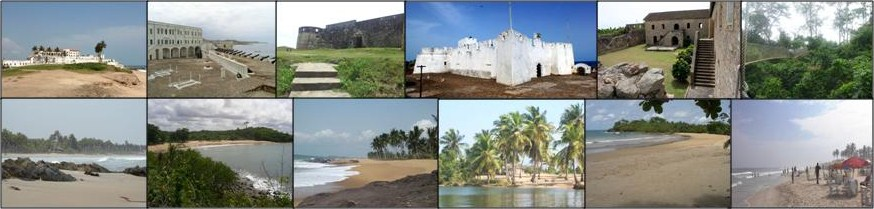
الوجهات السياحية في غانا

أولت وزارة السياحة أهمية كبيرة على دعم وتطوير السياحة، فيما ساهمت السياحة بنسبة 4.9 ٪ من الناتج المحلي الإجمالي في عام 2009، وجذبت حوالي 500 ألف سائح، وتشمل الوجهات السياحية في غانا العديد من القلاع والحصون والمتنزهات الوطنية والشواطئ والمحميات الطبيعية والمناظر الطبيعية ومباني ومواقع التراث العالمي.
في عام 2011 صنفت مجلة فوربس غانا في المرتبة الحادية عشرة من بين الدول الأكثر صداقة في العالم، وقد استند التأكيد إلى دراسة استقصائية لمقطع عرضي للمسافرين في عام 2010. واحتلت غانا المرتبة الأعلى في دول القارة الأفريقية التي شملها الاستطلاع.

من الضروري الحصول على تأشيرة مصرح بها من قبل حكومة غانا قبل دخولها، باستثناء بعض رواد الأعمال في رحلات العمل.

## الزراعة
في عام 2013 استخدمت الزراعة 53.6٪ من إجمالي القوى العاملة في غانا. وتمثل الأعمال التجارية الزراعية جزءًا صغيرًا من الناتج المحلي الإجمالي. المحاصيل الرئيسية المحصودة هي الذرة والموز والأرز والدخن والذرة الرفيعة والكسافا واليام،  وعلى عكس قطاعات الثروة الحيوانية الزراعية والغابات وصيد الأسماك فإن قطاع المحاصيل هو مفتاح الصناعة الزراعية الغانية.
أنتجت غانا في عام 2018:
- 20.8 مليون طن من الكسافا (رابع أكبر منتج في العالم، والثاني بعد نيجيريا وتايلاند والكونغو) ؛
- 7.8 مليون طن من اليام (ثاني أكبر منتج في العالم، والثاني بعد نيجيريا) ؛
- 4.1 مليون طن من الموز (ثاني أكبر منتج في العالم، خلف الكونغو مباشرة) ؛
- 2.6 مليون طن من زيت النخيل (ثامن أكبر منتج في العالم) ؛
- 2.3 مليون طن من الذرة ؛
- 1.4 مليون طن من القلقاس (رابع أكبر منتج في العالم، والثاني بعد نيجيريا والصين والكاميرون) ؛
- 947 ألف طن من الكاكاو (ثاني أكبر منتج في العالم، والثاني بعد ساحل العاج) ؛
- 769 ألف طن من الأرز .
- 753 ألف طن من البرتقال (19 أكبر منتج في العالم) ؛
- 713 ألف طن من الأناناس (11 أكبر منتج في العالم) ؛
- 521 ألف طن من الفول السوداني ؛

بالإضافة إلى المنتجات الصغيرة من المنتجات الزراعية الأخرى مثل البطاطا الحلوة (151 ألف طن) والمطاط الطبيعي (23 ألف طن) والتبغ (2.3 ألف طن).

## غانا: رؤية 2020 والتصنيع
من خلال البرنامج الاقتصادي «غانا: رؤية 2020» تعتزم غانا تحقيق أهدافها المتمثلة في النمو الاقتصادي المتسارع وتحسين نوعية الحياة لجميع مواطنيها، من خلال الحد من الفقر من خلال الاستثمار الخاص، والتصنيع السريع والعنيف، والتخفيف من حدة الفقر بشكل مباشر وقوي. جهود. تم إصدار هذه الخطط في تقرير الحكومة لعام 1995، غانا: رؤية 2020.  يستمر تأميم الشركات المملوكة للدولة، حيث تمتلك حكومة غانا حوالي ثلثي الشركات شبه الحكومية 300.  وتشمل الإصلاحات الأخرى التي تم تبنيها في إطار برنامج التعديل الهيكلي للحكومة زيادة ضوابط أسعار الصرف وزيادة الاكتفاء الذاتي وزيادة القيود على الواردات.
غانا: توقعات رؤية 2020 تفترض الاستقرار السياسي ؛ استقرار اقتصادي ناجح ؛ تنفيذ غانا: أجندة سياسة رؤية 2020 بشأن نمو القطاع الخاص ؛ والإنفاق العام الهائل على الخدمات الاجتماعية والبنية التحتية والتصنيع. وينص الإسقاط أن أهداف غانا للوصول إلى اقتصاد مرتفع الدخل الوضع والدول الصناعية الجديدة الوضع سوف تتحقق بسهولة بين 2020 و2039.
| صادرات 2013 إلى | صادرات 2013 إلى | واردات 2013 من   | واردات 2013 من |  |
| البلد           | النسبة المئوية  | البلد            | النسبة المئوية |  |
| --------------- | --------------- | ---------------- | -------------- |  |
| جنوب أفريقيا    | 46.89٪          | الصين            | 12.46٪         |  |
| هولندا          | 12.32٪          | نيجيريا          | 11.76٪         |  |
| الهند           | 5.49٪           | الولايات المتحدة | 8.86٪          |  |
| المملكة المتحدة | 3.57٪           | بلجيكا           | 5.15٪          |  |
| ماليزيا         | 3.32٪           | الهند            | 4.35٪          |  |
| سويسرا          | 2.76٪           | المملكة المتحدة  | 3.93٪          |  |
| آخرين           | 25.65٪          | آخرين            | 53.49٪         |  |

## الشفافية الاقتصادية

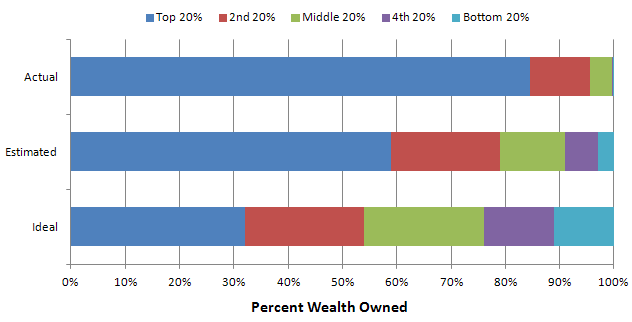
توزيع ملكية الثروة في المجتمع الغاني عام 2013. حيث يمتلك 20٪ من السكان غالبية الثروة.

يتعامل النظام القضائي في غانا مع الفساد وسوء التصرف الاقتصادي وانعدام الشفافية الاقتصادية. وعلى الرغم من التقدم الاقتصادي الكبير لا تزال هناك عقبات. حيث تحتاج مؤسسات معينة إلى الإصلاح، وحقوق الملكية بحاجة إلى تحسين. ويفتقر نظام الاستثمار العام في غانا إلى شفافية السوق.

## روابط خارجية
- خريطة Google Earth للبنية التحتية للنفط والغاز في غانا
- ملخص إحصاءات التجارة للبنك الدولي غانا